# Déperdition thermique
La déperdition thermique est, en thermique du bâtiment, la perte de chaleur que subit un bâtiment par ses parois et ses échanges de fluide avec l'extérieur. Elle est d'autant plus significative quand l'isolation thermique est faible.
Les déperditions thermiques se produisent de trois façons :
- les déperditions à travers les parois, dites surfaciques ;
- les déperditions par ponts thermiques ;
- les déperditions par renouvellement d'air.

## En France
Ubât représente la déperdition thermique totale d'un bâtiment et additionne les déperditions thermiques de toutes les parois. La Réglementation thermique (RT 2005) impose à chaque bâtiment que sa déperdition thermique soit inférieure à une valeur maximale, Ubâtmax[réf. nécessaire].